# Virginia Slims of Oklahoma City 1972
Il Virginia Slims of Oklahoma City 1972 è stato un torneo di tennis giocato sul sintetico indoor. È stata la 2ª edizione del torneo, che fa parte del Virginia Slims Circuit 1972. Si è giocato a Oklahoma City negli USA, dal 16 al 19 febbraio 1972.

## Campionesse

### Singolare
Rosie Casals ha battuto in finale  Valerie Ziegenfuss con il punteggio di 6–4, 6–1

### Doppio
Rosie Casals /  Billie Jean King hanno battuto in finale  Judy Tegart /  Françoise Dürr con il punteggio di 6–7, 7–6, 6–2